# Port de Shimizu
Le port de Shimizu (清水港, Shimizu-kō) situé dans l'arrondissement Shimizu de la ville de Shizuoka dans la préfecture de Shizuoka au Japon est le neuvième port du pays.
La vue sur le Mont Fuji en fait un lieu prisé des touristes. 

## Aménagements
La construction de terre-pleins et l’aménagement d’un réseau de transports lui permet aujourd’hui de développer ses activités industrielles et commerciales.
Le port de Shimizu peut accueillir de grands porte-conteneurs pour exporter les produits fabriqués par les industries installées aux alentours (matériel électronique, automobiles, machines-outils...). 
Le port est également un centre d’importation (bois, soja, bauxite) important pour le développement du Japon.